# Bénédicte Van der Maar
Bénédicte Van der Maar es una fotógrafa francesa nacida en 1968 en París, Francia.

## Biografía
Benedicte Van der Maar se inicia en la fotografía junto a un amigo discípulo de Jean-Loup Sieff. Retrata a sus amigos, actrices, bailarinas, y expone sus piezas en Montrouge. Luego realiza imágenes en Nueva York, Italia, Israel e India. Su serie "Acumulaciones" (Accumulations) recibe la atención de la galería de arte Le Simoun, la cual expone su trabajo en París en el 2007. En 2008, el diario France-Soir publica una de sus fotos llamada "The New-Yorker". Su serie de fotografías conceptuales llamada “Frágil” es expuesta en la Noche de la Fotografía Contemporánea en París. Este trabajo versa sobre la mujer sujeto - objeto,  así como su lugar en la sociedad visto por diferentes culturas.
En 2010, su trabajo recibe impulso en el mundo del arte contemporáneo de la mano de Pierre Cornette de Saint-Cyr durante una subasta. En noviembre viaja a Haití, lugar donde fotografía la lucha cotidiana en la Ciudad Sol. La organización Médicos Sin Fronteras difunde Los hijos del cólera. En 2011, sigue al “Pequeño Buda” a través de la jungla nepalesa y su reportage fotográfico se publica en la revista Paris Match. “En su trabajo ella se concentra en el ser humano en diferentes regiones del mundo. Ella está bien posicionada en la nueva fotografía social contemporánea francesa” escribe el curador de arte alemán Martin Leyer-Pritzkow.

## Trabajo
Benedicte Van der Maar sobre la fragilidad. Con sus series fotográficas “Frágil” y “Never Ending” (Sin fin) se introduce en la tradición fotográfica de los franceses Robert Doisneau, Willy Ronis et Henri Cartier-Bresson, quienes después de la Segunda Guerra Mundial se dedican a retratar a personas enfrentadas a diferentes situaciones de la vida cotidiana. Van der Maar desarrolla su propio estilo concentrándose en temas humanos. En sus retratos fotográficos aborda los desafíos sociales, económicos y culturales, mostrando igualmente las discriminaciones e injusticias, como la explotación y la esclavitud de mujeres y niños.
“Me interesa el tema de los derechos humanos, en particular los derechos de la mujer. La mujer es fuerte pero su estatus es frágil. Se puede ver en todos lados. La visión del hombre es diferente en cada cultura, filosofía y religión, por lo que la existencia de la mujer también es diferente. Es frágil porque vive “de acuerdo a…”. En la moda y en la publicidad vemos una imagen sublime de la mujer, no vemos la vida cotidiana, ese es mi tema” explica la fotógrafa durante una entrevista en el marco de la exposición “La mujer”, organizada por la galería Versus&Versus en 2014.
Van der Maar retrata a la feminista ucraniana Inna Shevchenko, portada del libro Femen de Massimo Ceresa, publicado en 2016.

## Exposiciones
- 2015 Good Earth, exposición colectiva para la COP21 y la Fundación GoodPlanet, Earth Gallery, París.[12]
- 2015 exposición individual, Grands Moulins de Pantin, París.
- 2014 La femme, exposición colectiva, Galerie Versus & Versus, París.[9]
- 2013 ArtPhoto Champs-Élysées, París
- 2013 Lux Festival, Le Touquet[13]
- 2012 Absurde, ArtPhoto 2012, París
- 2012 Portraits de voyages & Fragiles, Nuit de la Photographie Contemporaine, París
- 2010 Fragile sculpture, exposición colectiva, Galerie Maubert, París
- 2010 Women, Women, exposición individual, Le Paname, París
- 2009 Ils exposent pour la vie, exposición colectiva, Hôtel de Ville de París.[14]
- 2008 New-York, exposición colectiva, Galerie Memmi, París.
- 2007 What Else, exposición individual, Galerie La Simoun, París.[2]